# Atletika na Letních olympijských hrách 1948 – 200 metrů ženy
 Běh na 200 metrů žen na Letních olympijských hrách 1948 se uskutečnil ve dnech 5. srpna a 6. srpna v Londýně. 

## Výsledky finálového běhu
| *                | jméno                     | země                   | čas  |
| ---------------- | ------------------------- | ---------------------- | ---- |
| Zlatá medaile    | Fanny Blankers-Koenová    | Nizozemsko             | 24,4 |
| Stříbrná medaile | Audrey Williamsonová      | Velká Británie         | 25,1 |
| Bronzová medaile | Audrey Pattersonová       | Spojené státy americké | 25,2 |
| 4                | Shirley Stricklandová     | Austrálie              | 25,3 |
| 5                | Margaret Walkerová        | Velká Británie         | 25,6 |
| 6                | Daphne Robb-Hasenjägerová | Jihoafrická unie       | 25,7 |